# Кисельов Юрій Олександрович
Кисельов Юрій Олександрович (нар. 2 червня 1977, Ворошиловград) — український географ, викладач, доктор географічних наук, професор, професор кафедри екології та безпеки життєдіяльності Уманського національного університету садівництва. Голова Луганського відділу Українського географічного товариства, голова Слобожанського осередку Наукового товариства імені Тараса Шевченка.

## Біографія
Народився Кисельов Юрій Олександрович 2 червня 1977 року в місті Ворошиловград. У 1992 році у віці 15 років з відзнакою закінчив середню школу. У 1997 році закінчив природничо-географічний факультет Луганського державного педагогічного інституту імені Т. Г. Шевченка з «червоним» дипломом, спеціальність «Географія та біологія». Тема дипломної роботи: «Географічна характеристика Слобідської України». Того ж року вступив до аспірантури при інституті, яку закінчив у 2000 році. З того часу працював в інституті на посаді асистента, згодом (з 2004 року) — доцента. Викладав навчальні дисципліни: «Фізична географія України», «Ландшафтознавство», «Загальні закономірності розвитку географічної оболонки», «Методологічні проблеми географії», «Географія ґрунтів», «Історія географічних відкриттів», «Методика наукових досліджень», «Методологічні проблеми фізичної та суспільної географії», «Еволюція та сучасний стан географічної оболонки».
2001 року у Львівському національному університеті імені Івана Франка, під науковим керівництвом Ковальчука І. П., захистив кандидатську дисертацію на тему «Еколого-геоморфологічний аналіз середньої частини басейну Сіверського Дінця». 2002 року завідувач кафедри економічної і соціальної географії Львівського університету, професор О. І. Шаблій, запропонував йому зайнятись розробкою малодослідженої проблеми теорії людського геопростору — геософією. Кисельов видав понад 20 наукових праць із зазначеної проблематики. У 2013 році у Львівському університеті, під науковим керівництвом Шаблія О. І., захистив докторську дисертацію на тему «Суспільно-географічні основи теоретичних та прикладних геософічних досліджень в Україні».
З 2014 року обіймає посаду професора кафедри екології та безпеки життєдіяльності Уманського національного університету садівництва. Викладає курси: «Ландшафтна екологія», «Геологія з основами геоморфології», «Міжнародна екологічна діяльність», «Основи наукової діяльності», «Стратегія сталого розвитку».
Кисельов — учасник багатьох міжнародних і всеукраїнських наукових конференцій, на яких здійснював апробацію результатів своїх геософічних досліджень: «Історія української географії та картографії», «Регіон: стратегія оптимального розвитку», тощо.
Кисельов очолює Луганський відділ Українського географічного товариства і Слобожанський осередок Наукового товариства імені Тараса Шевченка.

## Наукові праці
Сфера наукових інтересів Кисельова: природнича та суспільна географія, геософія, геополітика, геопоетика, екологія, історія української географії та картографії, теоретичні й методологічні проблеми науки. Основні наукові праці:
- Геософічні аспекти етносферних процесів в Україні в контексті Помаранчевої революції / Кисельов Ю. О. // «Фізична географія та геоморфологія». — Випуск 48. — К., 2005. — С. 66 — 70;
- До формування теоретико-методологічних основ геософічних досліджень / Кисельов Ю. О. // «Історія української географії». — Випуск 14. — Тернопіль, 2006. — С. 8 — 11;
- Методологічні основи географічних студій Степана Рудницького в контексті сьогодення / Кисельов Ю. О. // «Історія української географії». — Вип. 16. — Тернопіль, 2007. — С. 48 — 51;
- Національний рівень організації людського географічного простору / Кисельов Ю. О. // «Історія української географії». — Вип. 19. — Тернопіль, 2009. — С. 69 — 72;
- Геософічний погляд на періодизацію історії Південно-Східної України / Кисельов Ю. О. // «Історія української географії». — Вип. 20. — Тернопіль, 2009. — С. 98 — 102;
- Геософічна інтерпретація просторових образів у поезії Тараса Шевченка / Шаблій О. І., Кисельов Ю. О. // «Історія української географії». — Випуск 21. — Тернопіль, 2010. — С. 111–113.